# Mănăstirea Bisericii Universale a Vieții
Format:Infobox religion
Mănăstirea Bisericii Vieții Universale (ULCM ) este un minister non-confesional, cunoscut în primul rând pentru programul său de hirotonie online, care permite persoanelor fizice să prezideze nunți, botezuri și înmormântări în Statele Unite și nu numai, în funcție de legile statului și ale comitatului.  George Freeman este președintele organizației de la Seattle, Washington.

## Istorie
Mănăstirea Bisericii Vieții Universale a fost înființată în 1977 ca o ramură a Bisericii Vieții Universale . Biserica a deschis pentru prima dată un site web care le-a permis persoanelor fizice să solicite hirotonirea în 1995  Mănăstirea Bisericii Vieții Universale s-a despărțit oficial de Biserica Vieții Universale, bazată pe Modesto, în 2006, în urma disputelor financiare și legale dintre cele două organizații.  Mănăstirea Bisericii Universale de Viață a început apoi să hirotoniască slujitori prin intermediul site-ului propriu. 

## Convingeri
Mantra sau mottoul bisericii de viață universală este „Toți suntem copii ai aceluiași univers”.  De asemenea, are două elemente principale: 
- Faceți numai ceea ce este corect. [6]
- Fiecare persoană este liberă să-și exercite propria religie în modul de alegere personală, astfel cum este impus de primul amendament, atât timp cât această expresie nu afectează drepturile sau libertățile altora și este în conformitate cu legile guvernului.

Misiunea declarată a mănăstirii este să hirotonească pe oricine, indiferent de denumirea spirituală sau religioasă.   La data de 2019   biserica a declarat că este aproape terminată renovarea unei clădiri fizice pentru a servi drept casă de cult și conduce hirotonirea prin intermediul site-ului său web.   Potrivit bisericii, hirotonirea le permite slujitorilor săi să facă căsătorii, înmormântări, botezuri și exorcizări.  Oferă servicii de ordonare gratuită.  

## Vezi si
- Biserica vieții universale
- Lista slujitorilor Bisericii Vieții Universale